# トライアングル・シャツウェスト工場火災
座標: 北緯40度43分48秒 西経73度59分43秒 / 北緯40.730085度 西経73.995356度
トライアングル・シャツウェスト工場火災（トライアングル・シャツウェストこうじょうかさい、英語: Triangle Shirtwaist Factory fire）とは、1911年3月25日にニューヨークマンハッタンで発生した火災であり、町の歴史の中で死者数が最多の産業災害かつ、アメリカ史上死者数が最多の事故の1つである。
火災により縫製工146人（女性123人、男性23人）が 、火災や煙の吸引、または転落、飛び降りにより死亡した。犠牲者の大半は16歳から23歳までの、最近アメリカに移民したばかりのユダヤ人・イタリア人女性であった。年齢がわかっている犠牲者のうち、最高齢の犠牲者はProvidenza Panno (43) であり、最年少はケイト・レオーネと"サラ"・ロザリア・マルチーズ（ともに14）であった 。

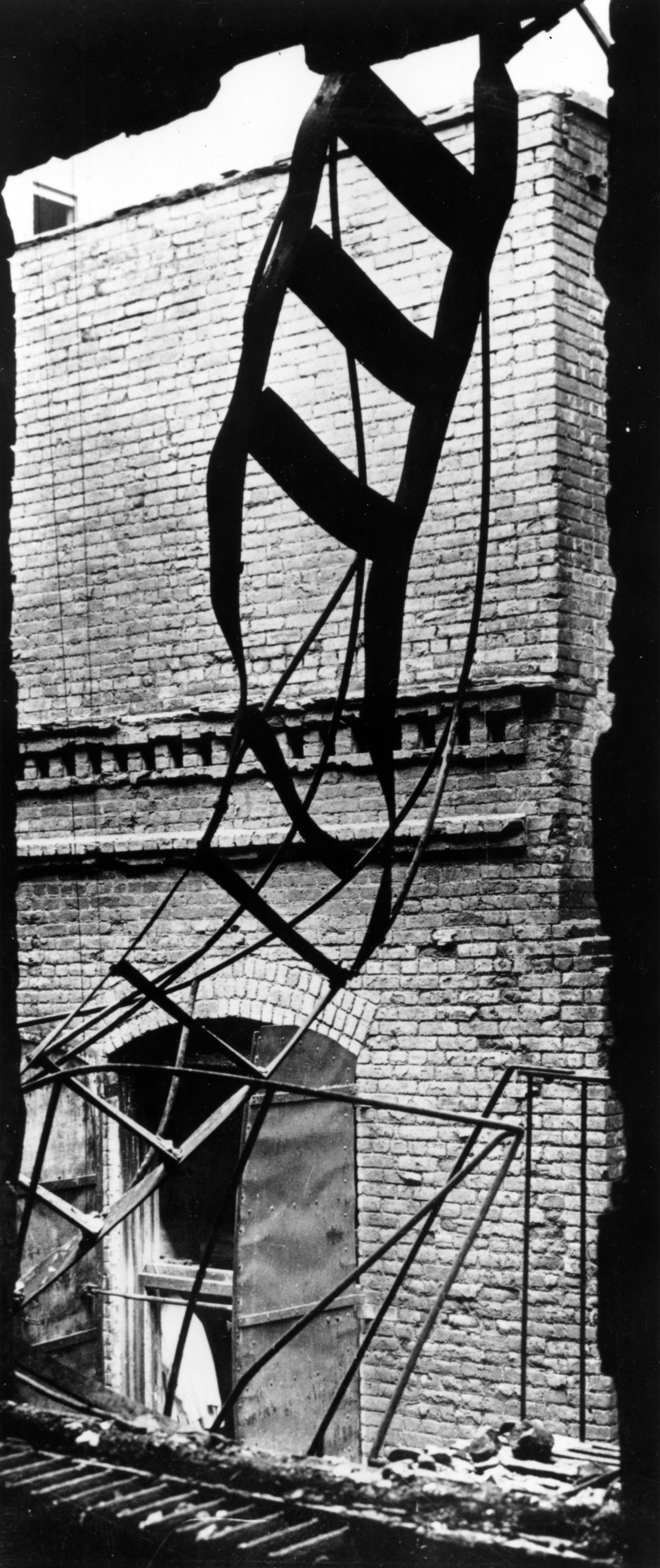
火災で変形した非常階段

所有者が階段室や出口へのドアをロックしていたため、労働者の多くは、燃える建物の8階 - 10階から下方の通りへ飛び降りた。この火災により、非常口や避難階段の設置など工場の安全基準の改善を義務付ける法律が制定されたほか、スウェットショップの労働者の労働条件を改善するために奮闘した国際婦人服労働組合の成長に拍車がかかった。
工場はマンハッタンのグリニッジ・ヴィレッジ地区のワシントン・プレイス23 – 29番地に位置するアッシュ・ビルディング（現在はブラウン・ビルディングやニューヨーク大学の一部として知られる）の中にあった。この建物はアメリカ合衆国国定歴史建造物およびニューヨーク市指定歴史建造物に指定されている。

## 事故直後
事故直後の文献では死者数は141人 から148人 となっているが、現代の文献の大半は火災による死者は146人（女性123人、男性23人）であるということで合意している。犠牲者の死因の大半は焼死や窒息、鈍的外傷 (blunt impact injuries) か、これら3つの組み合わせであった。
最初に飛び降りた人は男性であり、それとは別の男性と若い女性が飛び降りて死亡する前に窓でキスしているところも見られた。
犠牲者は16箇所の墓地に埋葬された。火災による死者のうち22人は Hebrew Free Burial Association によりマウント・リッチモンド墓地の特別な区画に埋葬された。いくつかの実例では、火災に言及する墓碑がある。6人の犠牲者は2011年になっても身元不明であった。 身元が判明しなかった6人の死者は共にブルックリンのエバーグリーンズ墓地 (Cemetery of the Evergreens) に埋葬された。当初は敷地のどこかに埋葬されたが、現在それらの遺体は、犠牲者を追悼する慰霊碑（ひざまずく女性が特徴的な大きな大理石板）の真下にある。6人の身元不明の遺体は2011年2月にようやく身元が判明し、彼女らを追悼して墓標が設置された。